# 概念验证
概念验证（英語：Proof of concept，簡稱POC）是对某些想法的一个较短而不完整的实现，以证明其可行性，示范其原理，其目的是为了验证一些概念或理论。概念验证通常被认为是一个有里程碑意义的實作的原型 。
在计算机安全术语中，概念验证经常被用来作为0day、exploit的别名。（通常指没有充分利用这个漏洞的exploit）

## 詞源
牛津英语词典早在1967年1月22日就提供了一个例子，用来说明该词的用法。该例子来自洛杉矶时报。
该词的一个较早的使用例子是在Bruce Carsten的文章《proof of concept prototype》中，在1998年11月的《Power Conversion and Intelligent Motion》杂志的“Carsten's Corner”专栏中（第38页），副标题是“Let's Define a Few Terms”：
Proof-of-Concept Prototype 是我在1984年创造的一个词（我是这样认为的）。它用来称呼一种类似工程原型（译注：原文为engineering prototype）的電路（circuit），但是它的目的只在于表明一种新的工艺（译注：又是circuit）或制造技术的可能性，而不是作为生产设计的早期样本。